# 6698 Малготра
6698 Малготра (6698 Malhotra) — астероїд головного поясу, відкритий 21 вересня 1987 року.
Тіссеранів параметр щодо Юпітера — 3,481.